# Dillon De Silva
Dillon De Silva, né le 18 avril 2002, est un footballeur international srilankais qui évolue au poste de milieu de terrain au Queens Park Rangers FC.

## Biographie

### Carrière en club
Né dans une famille srilankaise plus proche du cricket que du football, il commence à jouer au ballon rond à l'âge de 7 ans, dans des clubs amateurs londoniens. 4 ans plus tard il est repéré par plusieurs grands clubs anglais lors d'un tournoi : après un essai infructueux à Arsenal — club dont il était le plus proche — il rejoint finalement l'académie du Tottenham Hotspur, après notamment avoir refusé un départ aux Queens Park Rangers, qui sont plus éloignés de son domicile,.
Mais après trois ans chez les Spurs, il n'est pas retenu, par un club qui le juge trop juste physiquement, trop petit, sans marge de progression. Après un passage dans le club amateur de Barking, où il va notamment s'illustrer lors de matchs préliminaires (en) de FA Cup, il est à nouveau repéré par les Queens Park Rangers, dont il rejoint l'académie en 2017.
Avec le club de Londres, il devient au fil des années un éléments central des équipes des jeunes, des moins de 18 aux moins de 23 ans, glanant même ses premiers appels dans l'effectif professionnels lors de la saison 2020-21,.

### Carrière en sélection
En mai 2021, Dillon reçoit sa première convocation en Équipe du Sri Lanka pour les matchs des éliminatoires de la Coupe du monde 2022 contre le Liban et la Corée du Sud,. Il fait ses débuts avec la sélection le 5 juin 2021, entrant en jeu lors d'une défaite 3-2 contre le Liban.
Lors de la saison suivante, il devient déjà un des joueurs clés de son équipe, lors de l'édition 2021 (en) du Championnat d'Asie du Sud,. Il est notamment titulaire lors du match nul 0-0 contre l'Inde, qui fait figure d'exploit contre leurs voisins à la population plus de 50 fois plus importante, alors que le Sri Lanka est alors bon dernier du classement FIFA des nations asiatiques,,.